# MSG (chaîne de télévision)
Pour les articles homonymes, voir MSG.
MSG est une chaîne de télévision sportive américaine disponible dans la région métropolitaine de New York et appartenant au groupe The Madison Square Garden Company, dont elle reprend les initiales. Elle est spécialisée dans la diffusion de rencontres d'équipes sportives new-yorkaises, comme les Knicks et le Liberty en basket-ball, les Rangers en hockey sur glace et le Red Bulls en soccer.
Depuis la disparition du réseau de télévision Empire Sports, MSG diffuse les rencontres des Sabres, équipe de hockey de Buffalo, ville de l'Ouest de l'État de New York.